# Leo Liepmann
Leo Liepmann (* 16. März 1900 in Elbing; † unbekannt, nach 1958) war ein deutscher Wirtschaftswissenschaftler.

## Leben und Tätigkeit
Liepmann war der ältere Bruder von Heinrich Liepmann. Er wurde 1922 an der Universität Jena mit einer Arbeit über Die Wert- und Preislehre Robert Liefmanns promoviert. Anschließend wechselte er an die Universität Breslau, wo er sich 1928 habilitierte. In den folgenden Jahren erforschte er die Currency-Banking-Kontroverse im England des 19. Jahrhunderts. Die hieraus entstandene Arbeit erschien 1933.
Von 1930 bis 1935 lehrte Liepmann – unterbrochen von einem Aufenthalt als Fellow der Rockefeller Foundation an der University of Cambridge von 1931 bis 1932 – als Privatdozent an der Universität Breslau. 
1935 emigrierte Liepmann nach Großbritannien. Dort wurde er zunächst an der London School of Economics angestellt, wo er als Mitarbeiter von William Beveridge die Recherchen für das Buch Prices and Wages in England, eine umfassende Zusammenstellung der Preis- und Lohntabellen England vom 12. Jahrhundert bis in die Gegenwart, übernahm. Dieses Projekt, das auf der Auswertung von zeitgenössischen Buchhaltungen von Klöstern, Colleges und dergleichen basierte, nahm mehrere Jahre in Anspruch.
Nach dem Abschluss dieses Projektes wechselte Liepmann ans Woodbroke College der University of Birmingham. Diese Stellung behielt er bei, bis er infolge des Ausbruches des Zweiten Weltkrieges als Bürger einer feindlichen Macht auf der Isle of Man interniert wurde. Er kam zwar bereits nach einigen Monaten – nachdem er als politisch zuverlässig eingestuft worden war – wieder frei, seine akademische Laufbahn war durch die Internierung jedoch trotzdem vorläufig zu schwer beschädigt worden, um eine neue universitäre Anstellung zu finden. Er arbeitete daher ersatzweise von 1941 bis 1943 als Feuerwehrmann. Erst 1945 konnte er wieder eine akademische Tätigkeit übernehmen, als er von der Summer School in St. Andrews als Tutor eingestellt wurde.
Nach dem Ende des Krieges arbeitete Liepmann von 1947 bis 1953 für die britische Militärregierung in Deutschland und von 1950 bis 1958 als Lecturer (Dozent) für Extramural Studies an der Universität Oxford.

## Schriften
- Die Wert- und Preislehre Robert Liefmann’s, 1922. (Dissertation)
- Der Kampf um die Gestaltung der englischen Währungsverfassung : Von der 1. bis zur 2. Peel’s-act, 1819-1844. (Currency principle und Banking School). Ein Beitrag zur Geschichte des englischen Geld- und Bankwesens, Junker und Dünnhaupt, Berlin 1933.

Mitarbeit:
William H. Beveridge: Prices and wages in England from the twelfth to the nineteenth Century, (with the assistance of Leo Liepmann et al.), London: Longmans, Green & Co. 1939.